# Emilie Ågheim Kalkenberg
Emilie Ågheim Kalkenberg (ur. 6 lipca 1997 w Mo i Rana) – norweska biathlonistka.
Po raz pierwszy na arenie międzynarodowej pojawiła się w 2017 roku, kiedy wystąpiła na Mistrzostwach Świata Juniorów w Osrblie. Zajęła tam między innymi 27. miejsce w biegu pościgowym.
W Pucharze Świata zadebiutowała 4 stycznia 2018 roku w Oberhofie, zajmując 69. miejsce w sprincie. Pierwsze pucharowe punkty zdobyła 13 grudnia 2018 roku w Hochfilzen, gdzie w sprincie zajęła 37. miejsce.

## Osiągnięcia

### Zimowe igrzyska Olimpijskie
| Rok  | Miejscowość | Konkurencje | Konkurencje | Konkurencje | Konkurencje | Konkurencje | Konkurencje | Konkurencje |
| Rok  | Miejscowość | IN          | SP          | PU          | MS          | RL          | MR          | SR          |
| ---- | ----------- | ----------- | ----------- | ----------- | ----------- | ----------- | ----------- | ----------- |
| 2022 | Pekin       | 38.         | nd.         | nd.         | nd.         | nd.         | nd.         | nd.         |

### Mistrzostwa świata juniorów
| Rok  | Miejscowość | Konkurencje | Konkurencje | Konkurencje | Konkurencje | Konkurencje | Konkurencje | Konkurencje |
| Rok  | Miejscowość | IN          | SP          | PU          | MS          | RL          | MR          | SR          |
| ---- | ----------- | ----------- | ----------- | ----------- | ----------- | ----------- | ----------- | ----------- |
| 2017 | Osrblie     | nd.         | 35.         | 27.         | nd.         | nd.         | nd.         | nd.         |
| 2018 | Otepää      | 12.         | 11.         | 7.          | nd.         | 2.          | nd.         | nd.         |

### Mistrzostwa Europy
| Rok  | Miejscowość    | Konkurencje | Konkurencje | Konkurencje | Konkurencje | Konkurencje | Konkurencje | Konkurencje |
| Rok  | Miejscowość    | IN          | SP          | PU          | MS          | RL          | MR          | SR          |
| ---- | -------------- | ----------- | ----------- | ----------- | ----------- | ----------- | ----------- | ----------- |
| 2017 | Duszniki-Zdrój | nd.         | 32.         | 47.         | nd.         | nd.         | nd.         | ?.          |
| 2018 | Ridnaun        | 13.         | 8.          | 17.         | nd.         | nd.         | 3.          | ?.          |

### Puchar Świata

#### Miejsca w klasyfikacji generalnej
| Sezon     | Miejsce |
| --------- | ------- |
| 2017/2018 | -       |
| 2018/2019 | 79.     |
| 2019/2020 | 68.     |
| 2020/2021 | 47.     |
| 2021/2022 | 50.     |
| 2022/2023 | 54.     |
| 2023/2024 | 79.     |
| 2024/2025 | 77.     |

#### Miejsca na podium w zawodach sztafetowych Pucharu Świata chronologicznie
| Lp. | Dzień    | Rok  | Miejscowość | Konkurencja       | Lokata | Pudła   | Czas biegu    | Strata | Zwycięzca |
| --- | -------- | ---- | ----------- | ----------------- | ------ | ------- | ------------- | ------ | --------- |
| 2.  | 9 lutego | 2019 | Canmore     | Sztafeta 4 × 6 km | 2.     | 0+0 2+3 | 1:10:45.6 min | +30,2s | Niemcy    |